# أنطونيو ستان
أنطونيو ستان (بالرومانية: Antonio Stan)‏ هو لاعب كرة قدم روماني في مركز الوسط، ولد في 3 أكتوبر 2000 في بيتيشت في رومانيا. لعب مع نادي بوليتكنيكا ياش.

## وصلات خارجية
- أنطونيو ستان على موقع قاعدة بيانات كرة القدم.إي يو (الإنجليزية)
- أنطونيو ستان على موقع Soccerway.com (الإنجليزية)